# Ausstrahlung

Ausstrahlung est une œuvre du compositeur italien Bruno Maderna, composée en 1971.
Écrite notamment sur des poèmes persans, des extraits de l'Avesta et de l’épopée indienne du Mahabharata, la pièce fut commandée par le Festival des Arts de Chiraz à l’occasion du deux mille cinq centième anniversaire de la mort de Cyrus le Grand, et créée à Persépolis.
L’œuvre est dédiée à Farah Pahlavi.

## Instrumentation
Ausstrahlung (en français "irradiation", "diffusion", "émission" ou "rayonnement") est une œuvre pour soprano, flûte, hautbois, orchestre et bande magnétique.